# Empiryzm
Empiryzm (od stgr. ἐμπειρία empeiría – „doświadczenie”) – kierunek filozoficzny głoszący, że źródłem ludzkiego poznania są wyłącznie lub przede wszystkim bodźce zmysłowe docierające do naszego umysłu ze świata zewnętrznego, natomiast wszelkie idee, teorie itp. są w stosunku do nich (bodźców zmysłowych) wtórne. Empiryzm stoi w ostrej sprzeczności z racjonalizmem filozoficznym, który głosi, iż źródłem poznania są właśnie idee, zaś bodźce zmysłowe mają znaczenie drugorzędne.
Pierwszym filozofem, który krytykował takie poznanie, był Heraklit z Efezu. Zgodnie z głoszonymi przez niego tezami:
Złymi świadkami są oczy i uszy ludziom, którzy mają duszę barbarzyńców.
Współczesna koncepcja empiryzmu została wysunięta przez Francisa Bacona, a następnie rozwinięta przez Johna Locke’a, George’a Berkeleya oraz Davida Hume’a.
W XXI wieku wyróżnia się empiryzm metodologiczny, który głosi nieistnienie sądów syntetycznych a priori, oraz empiryzm genetyczny, który głosi, że umysł ludzki jest pierwotnie pozbawiony treści poznawczych (umysł jako tabula rasa – łac. „niezapisana tablica”) i że dopiero doświadczenie bezpośrednio lub pośrednio powoduje zapełnienie tej pustki sądami. Skrajną postacią empiryzmu genetycznego jest sensualizm, który głosi, że w umyśle nie znajduje się nic czego nie było wpierw w zmysłach (nihil est in intellectu quin prius fuerit in sensu). Poglądem przeciwstawnym do empiryzmu genetycznego jest natywizm. Z nurtu empiryzmu wykształciło się szereg innych prądów filozoficznych: kantyzm, pozytywizm, pozytywizm logiczny oraz fenomenologia.
Do szczególnie znanych empirystów należeli między innymi:
- Etienne Bonnot de Condillac
- Pierre Cabanis
- Charles de Bonnet
- Stanisław Staszic
- Jan Śniadecki
- Leonardo da Vinci